# Музыка Вьетнама
Музыка Вьетнама разнообразна и синкретична, в том числе из-за этнического разнообразия страны. В ней сочетаются местные особенности и иностранное влияние. На протяжении значительной части своей истории вьетнамская музыка много заимствовала из китайской музыкальной традиции, а также Кореи, Монголии и Японии. Также на вьетнамскую музыку повлияло древнее индокитайское королевство Тямпа, так как вьетнамские правители любили слушать тямские композиции. Тем не менее, несмотря на зарубежное влияние, вьетнамская музыкальная культура самобытна, в основном, благодаря тому, что её корни лежат в народной музыке.
Принято территориальное деление вьетнамской музыки на северную, центральную и южную, а также временно́е на четыре периода: X—XIV века, XV—XVIII века, XIX — первая половина XX века и начиная с 1945 года по наше время.

## Общие сведения
Одна из наиболее характерных особенностей вьетнамской музыки — использование пентатонической нотной последовательности, нгукунг (Ngũ Cung, пять нот), помимо диатонической, поэтому вместо до-ре-ми-фа-соль-ля-си-до употребляются ноты хо-сы-санг-се-конг (hò, xự, xang, xê, cống). Другая важная черта — роль импровизации и украшения звука.
Вьетнамский язык является тоновым, и мелодия должна следовать тоновому рисунку слов: к примеру, на слове с повышающимся тоном мелодия не должна понижаться.
Музыка Вьетнама представлена в списке нематериального культурного наследия ЮНЕСКО семью объектами:
- пространство культуры гонгов;
- придворная музыка няняк;
- пение куанхо[вьет.] Бакниня;
- пение качу;
- пение соан[англ.];
- искусство музыки донкайтайты[вьет.] и пения в Южном Вьетнаме;
- мелодии «ви» и «зам»[вьет.].

## История
Самые ранние достоверные сведения о музыке относятся к правлению династии Динь (X век). До того времени о музыке страны известно очень мало. До-диньские тексты упоминают гонги, барабаны, губные органы и конхи, эти данные подкреплены упоминаниями в литературе.
С X века развитие вьетнамской музыки шло под влиянием Китая и Индии; в страну привезены цисяньцинь (позже превратившийся в данчань) и дамару. После вторжений в Тямпу вьетнамцы пригоняли в плен тямских певиц, искусство которых чрезвычайно ценилось.
Посол Китая в 990 году писал о том, как император Ле Хоан песней на вьетнамском языке пригласил посла к столу. В эти годы императоры периодически устраивали искусственные горы, на которых выступали музыканты, певцы и танцоры. При этом придворной музыки как жанра ещё не существовало, перед правителями исполняли народные произведения. Император Ли Нян Тонг отмечен как «искусный в мелодиях чужих стран» и превосходно сочинявший музыку.
С XV века индийское влияние на музыку ослабло, основной фокус внимания стал направлен на минский Китай. Создано множество жанров.
В начале XIX века вьетнамская музыка обособилась, появилось европейское влияние; в начале XX века создан «реформированный» театр кайлыонг. На юге страны снискали популярность мандолина, классическая гитара и скрипка.
С началом Второй мировой войны начался современный период развития музыки Вьетнама. До 1980-х годов традиционная музыка уступала европеизированной в популярности, затем мода на автохтонную музыкальную традицию вернулась. Современная поп-музыка называется «новой» (nhạc mới, няк мой).

## Разновидности

### Камерная, развлекательная музыка
Северное камерное пение качу сформировалось на основе церемониальной музыки в XVIII—XIX веках. Пение качу получило широкую популярность, поэты стали предлагать лучшие стихи певицам для исполнения. В центральной части Вьетнама ту же нишу занимает пение кахюэ с разнообразным аккомпанементом, а на юге — донкайтайты.
Песен общего для всего Севера жанра хо — много десятков, а песен сам, традиционно исполняющихся слепыми музыкантами, — несколько сотен.

### Музыка национальных меньшинств Вьетнама

#### Северные горы
Северные горные народы (мыонги, мяо, тхай, тхо) играют на бронзовых барабанах, дантине (đàn tính), кхене, данда, варгане данмой. У народа кхму имеется поперечная носовая флейта кукке (Cúc Kẹ) или питот (pítót) В северных мелодиях обычны портаменто и глиссандо; песни исполняют мягкими, «мяукающими» голосами. Музыка северных горцев делится на церемониальную, магическую, любовные и свадебные песни, песни для работы, а также песни-диалоги.
Необычен тхайский ударный инструмент кхуалуонг (Khua luống), представляющий собой деревянную ступу, по которой ритмично ударяют палками-пестами. Кроме того, тхай используют струнно-щипковый дантинь, называемый ими тиньтау (tính tẩu)

#### Центральные плоскогорья
Задолго до образования государства вьетов существовала музыка горных жителей центрального Вьетнама и их музыкальные инструменты: бамбуковые ксилофоны, тыква-цитра, гонги и так далее. Основные разновидности песен — охотничьи, рыболовецкие, любовные, праздничные, похоронные и повествовательные. Каждое племя имело (и до сих пор имеет) собственные мелодии, по которым можно идентифицировать музыкантов.
В каждом племени банар имеется несколько наборов бронзовых гонгов, на которых играют мужчины. Другие инструменты этого народа — бамбуковая гармоника «ала» с бронзовым язычком и струнно-щипковый инструмент «тингнинг» (также тиньнинь и тенгненг).
Зярайская музыка похожа на музыку остальных горных народов. Среди характерных инструментов — гонги, тингнинг, трынг, а также уникальный струнный инструмент с резонатором, вставляющимся в рот музыканта, — кни.

#### Южные народы
Тямы сохраняют традиционную музыку, исполняя её на церемониях начала орошения и прочих. В список тямских инструментов входят костяной или деревянный саринай, двусторонние барабаны гинанг (ghì nằng) и обычные барабаны, небольшой ансамбль гонгов. Среди излюбленных тямами жанров — любовные песни и песенные сказания о былом величии Тямпы.
Инструменты эде — бамбуковый ксилофон, поперечная флейта «занток» (dân tộc) с резонатором из тыквы, бронзовые и бамбуковые гонги (отличие игры на гонгах у эде в антифонном звучании). На свирели диньтут (đinh tút) можно играть либо женщинам, либо переодетым в женскую одежду мужчинам. Из песенных жанров можно отметить любовное пение «ayray» (исполняется поочерёдно мужчинами и женщинами по дороге к рисовым полям) и песни-эпосы под аккомпанемент флейты «kuut».

### Музыкальный театр
Театральная музыка страны также разнообразна. Произошедший от придворного северный театр туонг, отделившийся от туонга южный театр кайлыонг, народный театр тео — самые популярные разновидности данного актёрско-музыкального искусства.

## Музыкальные инструменты
Во вьетнамской музыке используется очень большое количество инструментов. Наиболее важными среди них являются:
- аэрофоны:
  - поперечные флейты дить (địch) и шао (sáo),
  - продольная флейта тьеу (tiêu),
  - гобой кен[англ.] (kèn);
- хордофоны:
  - монохорды:
    - дандок (đàn dôc),
    - хюен (huyên),
    - данбау (đàn bầu);

  - 16-струнная цитра:
    - данчань[англ.] или дантхаплук (đàn thập lục);

  - двуструнные лютни:
    - данким[англ.] или даннгует (đàn nguyệt),
    - данты[англ.], он же дандоан (đàn đoản) и даннят (đàn nhật),
    - дансен[вьет.], он же дансен (đàn xến);

  - трёхструнные лютни:
    - дантам[вьет.],
    - дандай[англ.];

  - четырёхструнные лютни:
    - дантиба[англ.];

  - смычковые инструменты:
    - данни[вьет.], он же данко (đàn cò),
    - данхо[вьет.], он же дангао (đàn gáo);
- ударные инструменты:
  - чонгком[вьет.] и другие.

## Обучение музыке
Традиционную музыку преподают в доме учителя (sư phụ, 師父, сы фу), обычно сразу нескольким учащимся. Единой или доминирующей нотной записи нет, мелодии заучивают наизусть. Процесс изучения нового произведения начинается с заучивания порядка нот, после этого к ним добавляется ритм. Преподаватель обычно играет или поёт вместе с учащимися, для наглядности используя закрытый веер.
В 1956 году в Сайгоне была открыта первая Национальная музыкальная школа.